# Lara
Lara je  žensko osebno ime.

## Izvor imena
Ime Lara je skrajšana oblika imena Larisa. Nekateri raziskovalci razen tega dopuščajo možnost, da je Lara različica imena Laura.

## Različice imena
Larisa, Larissa, Sara in Laris(m)

## Pogostost imena
Po podatkih Statističnega urada Republike Slovenije je bilo na dan 31. decembra 2007 v Sloveniji število ženskih oseb z imenom Lara: 3.166. Med vsemi ženskimi imeni pa je ime Lara po pogostosti uporabe uvrščeno na 85. mesto.

## Osebni praznik
V koledarju je ime Lara uvrščeno k imenu Larisa; god praznuje 26. marca.

## Zanimivost
- Ime Lara je v Sloveniji postalo popularno po glavni junakinji Lari, ki nastopa v filmu Doktor Živago.